# 吶喊 (魯迅)
『吶喊（とっかん）』は魯迅の第1創作集（短編小説集）である。
1923年8月に北京の新潮社から出版された。1926年5月の第3刷から北新書局が出版。
1929年まで15短編と自序からなっていた。1930年の第13刷から魯迅の意向で最後の「不周山」がはずされた。
「吶喊」とは勢いをつける鬨の声の意味。魯迅のもっとも売れた作品集であり、藤井省三の推定では正規版だけで14年間に約10万部が売れた。

## 出版背景

### 文学的背景
1915年9月 - 陳独秀が『青年雑誌』を創刊。儒教批判を展開。
1916年9月 - 『青年雑誌』の2巻1号から『新青年』に改題。
1917年 - 1月、陳独秀が北京大学文学部長。『新青年』1月号（2巻5号）に 胡適が「文学改良芻議」で口語文を提唱。
『新青年』2月号に陳独秀が「文学革命論」で平民文学・写実文学・社会文学を呼び掛け。
1921年7月 - 中国共産党設立。以後『新青年』はその機関紙化。
1921年8月 - 魯迅の弟周作人らが「文学研究会」を発足。『小説月報』が機関紙。茅盾が編集長。

### 魯迅自身の生活背景
1912年5月 - 魯迅は臨時政府教育部とともに北京へ転居。
1913年4月 - 『小説月報』に処女作「懐旧」を発表。文語小説。1911年の革命中の中国の知識人や庶民を描く。
1913年-1916年 - 袁世凱の独裁時代には沈黙を保った。
1918年5月 - 「狂人日記」で創作を再開。
1919年11月 - 収入が安定し、北京の西直門内八道湾に家を買った。2人の弟家族をふくめた大家族住宅になった。
1920年8月 - 北京大学講師になった。
1923年7月 - 弟の周作人と不和。8月に八道湾から別宅に移った。

## 作品内容
以下の引用文は断りがなければ竹内好訳。

### 吶喊自序
1922年12月作。    以下の作品を作る事になった由来。中国人の精神を改善する必要性があるからだ。

### 狂人日記
初出は1918年5月号『新青年』（4巻5号）
金心異（銭玄同）にすすめられて執筆。魯迅のペンネームを初めて使用。
狂人が主人公。儒教とは「礼教食人」であると知った。

### 孔乙己（コンイーチー）
初出は1919年9月出版の4月号『新青年』（6巻4号）。
科挙のための知識という現実には役にたたない知識を持ち、秀才試験に受からなかったあぶれ者の孔乙己を描く。 ユーモアとペーソスに満ち、孫伏園（『晨報副刊』の編集者）によると、魯迅が自分で一番好きな作品と言った。

### 薬
初出は1919年5月号『新青年』（6巻5号）。 
死刑囚の血をつけた饅頭を肺病の子供に食べさせたが、子供は死んでしまった。  （当時病気をなおすには人の血をたっぷりつけた饅頭を食べるのがよいという迷信があった。）

### 明天
初出は1919年10月号『新潮』（2巻1号）。  日本語題は「明日」。
単四嫂子の家は母子家庭。その一人息子が死んでしまった。家はからっぽになってしまった。

### 一件小事
初出は1919年12月『晨報』。   日本語題は「些細な事件・小さな出来事」。
魯迅の最短編。乗っていた人力車が老婆を引っ掛けた。ころんだ老婆を車夫が助け起こし巡査に届けた、それだけの事件。

### 頭髪的故事
初出は1920年10月『時事新報副刊・学燈』。日本語題は「頭髪の故事・髪の話」。
先輩Nの話。留学中に辮髪を切って故郷に帰ったら周囲からいやがらせを受けた。

### 風波
初出は1920年9月号『新青年』（8巻1号）。日本語題は「波紋・から騒ぎ」。
1917年7月の張勲の張勲復辟事件が題材。清の天子様が再び位についたといううわさが流れる。じゃ切ってしまった辮髪はどうすればいい？

### 故郷
初出は1921年5月号『新青年』（9巻1号）。
魯迅は1919年12月に3週間帰郷した。20年ぶりに帰った故郷への期待と幻滅を描く。
日本の国語教科書にもっとも多く採用された魯迅の作品である。最後の文が有名である。

### 阿Q正傳
初出は1921年12月から1921年9
月の『晨報副刊』日曜版に毎週または隔週連載された。
阿Ｑには自尊心はあるが、自己満足するだけで、自分を向上成長させることができない。（これを俗に「精神勝利法」と呼ぶ。）
魯迅の小説でもっとも長く、この典型的人物を作ったことで、魯迅の代表作とみなされる。

### 端午節
初出は1922年9月号『小説月報』（13巻9号）。日本語題は「端午の節季」「端午の節句」。
『小説月報』の茅盾の依頼で創作された。
当時の給料遅配に反対する1921年3月からの教員ストライキが背景である。
方玄綽は教師であり官吏（当時の魯迅自身の身分）でもあった。しかしどちらの給料も遅配になり金がない。どうやって端午節を越すか。

### 白光
初出は1922年7月号『東方雑誌』（19巻13号）。 
陳士成は秀才試験に16回落ちた。白光の幻覚が見えはじめ、宝が地中に埋まっていると考えて地面を掘りはじめる。

### 兎和猫
初出は1922年10月『晨報副刊』。日本語題は「兎と猫」。
弟夫婦が、つがいのうさぎを買ってきた。子うさぎがたくさん生まれた。そのうち2匹は猫にやられていなくなった。

### 鴨的喜劇
初出は1922年11月 『婦女評論』。  日本語題は「鴨の喜劇」「あひるの喜劇」。
ヴァスィリー・エロシェンコ（1922年2月-1923年4月に北京大学講師として北京在住）がおたまじゃくしを買ってきて池で飼った。あひるの雛も買ってきた。するとおたまじゃくしがいなくなってしまった。

### 社戯
初出は1922年12月号『小説月報』（13巻12号）。日本語題は「村芝居」「宮芝居」。
11,2歳の頃、友人たちと船で隣村に芝居を見に行った思い出を語る。

### 不周山
初出は1922年12月『晨報』。
1930年に『吶喊』からははずされ、1936年に「補天」と改名し『故事新編』に収録された。
女媧は退屈しのぎに人間を作った。しかし人間は戦争を起こし天地を破壊する。女媧は天を補修し、疲労で死んでしまう。

## 魯迅自身による解説
『華蓋集』内の「阿Ｑ正伝の成り立ち」（1926年12月）
「阿Q正伝」はユーモア小説として書きはじめた。 多くの人が、次は自分がやっつけられる番ではないかと戦々競々としたものだ。
『南腔北調集』内の「私はどのようにして小説を書きはじめたか」 （1933年6月）
参考書もなく、昔読んだ百篇ばかりの外国の作品と、ごくわずかの医学知識を元手に、頼まれて書き出した。

## 日本語訳

### 最初の部分訳
- 1922年6月、「孔乙己」を、北京在住の日本人向けの週刊誌『北京週報』で、魯迅の弟周作人が日本語訳を公開した。[1]。
- 1923年1月、「兎和猫」を、魯迅自身が日本語訳し、『北京週報』に発表。
- 1927年10月、「故郷」を、武者小路実篤主宰の月刊誌『大調和』に翻訳。訳者不明。

### 全訳
- 井上紅梅訳 『魯迅全集』（全1巻）改造社 1932   ※『吶喊』と『彷徨』。「不周山」もふくむ。  『吶喊』分は青空文庫にも収録。
- 竹内好訳 『阿Ｑ正伝・狂人日記 他十二篇 吶喊 』   岩波文庫 1955[注 6]  ※竹内訳は同時期の河出書房や筑摩書房の文学全集などにも使われ、日本でもっとも読まれてきた。
- 高橋和巳訳 『世界の文学47 吶喊 他』 中央公論社  1967
- 松枝茂夫・和田武司訳 『世界文学全集93 吶喊 他』 講談社 1975
- 駒田信二訳   『世界文学全集44 吶喊 他』  学習研究社 1979
- 丸山昇訳  『魯迅全集2 吶喊・彷徨』 学習研究社 1984